# Мансур (художник)
Мансур, прозванный «устад» — «мастер» (? — после 1621) — индийский художник, представитель могольской школы, специализировавшийся на изображении животных.

## Карьера и стиль
Начал работу при дворе Акбара Великого в последние годы его правления, участвовал в иллюстрировании книг «Акбар-наме» и «Бабур-наме». При его преемнике Джахангире Мансур проявил себя как талантливый изобразитель зверей, птиц и цветов. Восхищавшийся дарованием Мансура правитель наградил его титулом Надир-уль-Аср («чудо света»). Художник неоднократно сопровождал Джахангира в поездках и по указанию монарха зарисовывал флору и фауну посещённых областей.
Пейзаж в изображении Мансура восходит к персидским миниатюрам, но в своем стремлении к натуралистичности утрачивает многие декоративные качества своего образца. Мансур прославился исключительно тщательной и жизнеподобной выпиской всех черт изображаемых им растений и животных. Хотя большая часть его работ не подписана, в большинстве случаев они безошибочно атрибутируются по характерным особенностям стиля.

## Изображения редких птиц
Среди работ Мансура особняком стоят изображения экзотических для Индии птиц, привезённых ко двору Джахангира: завезённого из Америки индюка, сибирского стерха и ныне вымершей птицы дронт. Последняя была доставлена, по всей видимости, купцами или послами из португальского владения Гоа. Неподписанная работа, единодушно приписываемая Мансуру, исключительно ценна тем, что представляет собой единственное качественное изображение дронта, сделанное с натуры; рисунки нидерландского художника Руланта Саверея выполнены на крайне низком уровне и дают лишь слабое представление о том, как выглядела вымершая птица. Рисунок долго хранился в коллекции Института востоковедения АН СССР, был заново открыт в 1958 году и произвёл фурор на XII конгрессе орнитологов в Хельсинки; ныне хранится в Эрмитаже.
В честь Мансура назван кратер на Меркурии.

## Галерея
- Единственное подписанное Мансуром изображение цветка (ок. 1610)
- Дронт среди других птиц (ок. 1610)
- Индюк (1612)